# أمة الاوساج
أمة الاوساج:

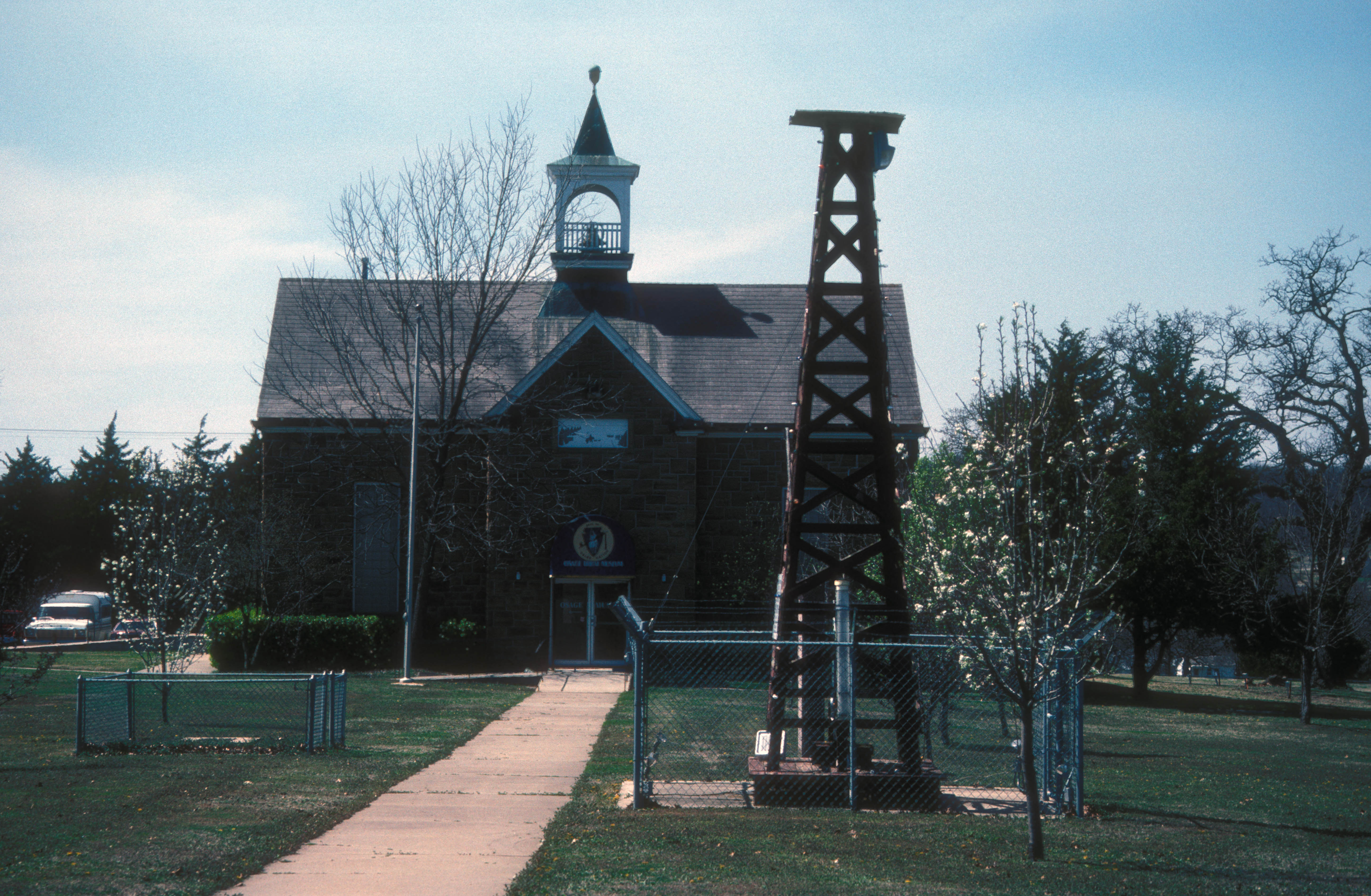

انه الأوساج الأمة اسمها في الأصل نييو-كون-سكا «الناس من مياه الأوسط») وهي قبيلة الغرب الأوسط الأميركية الأصلية من السهول العظمى التي حكمت تاريخيا الكثير من الولايات مثل: كنساس وأوكلاهوما وميسوري واركنساس.
قبيلة عاشت سابقا في وديان أوهايوو المسيسيبي حوالي 700 قبل الميلاد قبل أن يهاجروا إلى الغرب نتيجة الحروب مع الايروكوا الغازية.
مصطلح «الأوساج» هوالاسم الفرنسي للقبيلة، والتي يمكن ترجمتها تقريبا بـ«الحربية». شعب الأوساج يشيرون إلى أنفسهم في حياتهم بأنها «منتصف المياه»
في ذروة قوتهم في أوائل القرن ال19، كانت الأوساج القوة المهيمنة في المنطقة، وتخشى منها القبائل المجاورة.
سيطرت القبيلة على المنطقة الواقعة بين ولاية ميسوري وما يعرف بالأنهار الحمراء، أوزاركس إلى الشرق وعلى سفوح جبال ويتشيتا إلى الجنوب، كونها تعتمد على صيد الجاموس البري والزراعة.
في السابق لم تكن هذه الامة مسجلة في سجلات الحكومة ولكن مع وجود التطور تم الاعتراف بهم كأمة وأصبح افرادها أعضاء في مناصب سياسية في الولاية.
وصف السكان:
الرسام جورج كاتلين الذي يعود إلى القرن ال19 وصف الأوساج أنهم
أطول الرجال في أمريكا الشمالية، وبشرتهم أما حمراء أو بيضاء، وكان هناك العديد منهم الذين يصل طولهم ستة ونصف إلى سبعة أقدام.
المبشر إسحاق مكوي وصف الأوساج بأنها " قبيلة شرسة شجاعة وهم أمة حربية غير مألوفة،" وقالوا انهم هنود " وهم خير الأمم التي رأيتها في الغرب.
والأوساج هم قبيلة معترف بها فدراليا. وهم اضطروا للانتقال إلى الأراضي الهندية في القرن ال19، وقد استقروا في أوكلاهوما في 3 مجموعات ذات سيادة. وهناك 10000 من الأحفاد، والتي تتواجد في منطقة النفوذ.
يعيش البعض على اليابسة القبلية في البلاد في أوكلاهوما وفي الدول الأخرى في جميع أنحاء البلاد، بما في ذلك ولاية كانساس
تاريخ أحفاد السكان الأصليين الذين كانوا في أمريكا الشمالية منذ آلاف السنين، وتظهر تقاليد أمة الأوساج والبيانات اللغوية التي كانت جزءا من الناطقين الذين يعيشون في منطقة وادي نهر أوهايو، وتمتد إلى الوقت الحاضر إلى ولاية كنتاكي. هاجروا إلى الغرب نتيجة للحرب مع الايروكوا.
ينقسم الباحثون فيما إذا كانوا يعتقدون أن الأوساج كانوا مجموعات قبل الحروب. يعتقد البعض أنهم بدأوا يهاجرون للغرب في وقت مبكرمن 1200 م، وتنسب سنوات طويلة من الحرب مع غزو الايروكوا إلى المساعدة على تشكيل أسلوبه في الحكومة. إلى الغرب من نهرالمسيسيبي، ومتحالفة مع الأوساج أحيانا وتنافس في بعض الأحيان معهم، كما كان الدافع وراء هذه القبيلة أيضا السيطرة على  غرب إلينوي قبل الحرب مع الايروكوا.
تنسب أسلوب حكومتها لآثار سنوات طويلة من الحرب مع إيروقويز الغازية. بعد إعادة توطين الغرب من نهر المسيسيبي تحالف الاوساج مع إلينيوك (Illiniwek) وأحيانا تتنافس معهم، كما كانت هذه القبيلة مدفوعة أيضا باتجاه غرب (إلينوي) بالحرب مع إيروقويز.
في عام 1673 كان المستكشفان الفرنسيان (جاك ماركيت ولويس جوليت) من أوائل الأوروبيين الذين قابلوا الأوساج وهم يستكشفون جنوبا من كندا الحالية في رحلتهم على طول نهر المسيسيبي. ادعى ماركيت وجوليت ان جميع الأراضي في وادي المسيسيبي لفرنسا. وأشارت خريطة ماركيت في عام 1673 إلى أن قبائل كانزا، أوساج، وبوني تسيطر على الكثير من كنساس الحديثة.القرن (17
أطلق الاوساج على الأوروبيين لقب I'n-شتا-هيه (الحاجبين الثقيلة) بسبب شعر الوجه. كتشبيه بالمحاربين من ذوي الخبرة تحالف الاوساج مع الفرنسيين، الذين يتاجرون معهم ضد إلينيوك خلال أوائل القرن18.
كان النصف الأول من عشرينات القرن العشرين وقت مزيد من التفاعل بين الاوساج والفرنسيين. Étienne أسست فورت أورليانز في أراضيها؛ كانت أول قلعة أوروبية في نهر ميسوري. تم تعيين المبشرين اليسوعيين في الحصون الفرنسية والبعثات المنشأة إلى أوساج، وكانت تعلم لغة الاوساج. في عام 1724، تحالف الأوساج مع الفرنسيين بدلا من الإسبانيين في معركتهم من أجل السيطرة على منطقة المسيسيبي.
وفي عام 1725خلال الحرب الفرنسية والهندية (الجبهة الأمريكية الشمالية لحرب السبع سنوات في أوروبا)، هزمت فرنسا من قبل بريطانيا العظمى، وتنازلت في 1763 عن أراضيها شرق نهر المسيسيبي إلى تلك الأمة. وقد أبرمت فرنسا صفقة منفصلة مع إسبانيا، التي اتخذت السيطرة الاسمية على جزء كبير من ولاية إلينوي غرب النهر الكبير (المسيسيبي).
أواخر القرن الثامن عشر، قام أوساج بأعمال تجارية واسعة مع تاجر فرنسي (رينيه) كان مقره في سانت لويس؛ كانت المدينة جزءا من الأراضي التي كانت تحت السيطرة الإسبانية الاسمية بعد حرب السنوات السبع ولكن كان يهيمن عليها المستعمرين الفرنسيين. كانوا القوة الأوروبية بحكم الأمر الواقع في سانت لويس والمستوطنات الأخرى على طول المسيسيبي، وبنوا ثرواتهم على تجارة الفراء. في مقابل قام شقيقو تشوتيو ببناء حصن في قرية الاوسيج الكبرى على بعد 350 ميلا (560 كيلومترا) جنوب غرب سانت لويس، أعطت الحكومة الإقليمية الإسبانية حق الاحتكار لتشوتيوس في التجارة لمدة ست سنوات (1794-1802). عين تشوتيوس منصب فورت كارونديليت بعد الحاكم الاسباني. وكان من دواعي سرور أوساج أن يكون لها موقع تجارة الفراء في مكان قريب، لأنها منحت لهم الوصول إلى السلع المصنعة وزادت من هيبتهم بين القبائل
```
أول من بدا الحرب مع الاوساج هو رئيس تشوكتاو بوشماها حاربهم في منطقة اركنساس الجنوبية والمناطق الحدودية.
```

```
في اوائل القرن 19 بعض الشيروكيين تم نقلهم إلى وادي اركنساس تحت ضغط التسوية الأوروبية الأمريكية في اراضيهم.
```

الشيروكيين اشتبكوا مع الاوساج حتى قاومهم الاوساج بعنف فاستغاثوا بالبيض والقبائل المجاورة وحدثت معركة (كلاريمور التل)
ونتيجة لتلك المعركة شيدت شيدت الولايات المتحدة فورت سميث (أركنساس في الوقت الحاضر) وكان الهدف منها منع المواجهات المسلحة بين أوساج والقبائل الأخرى. أجبرت الولايات المتحدة شركة الأوساج على التخلي عن أراضي إضافية للحكومة الاتحادية في المعاهدة المشار إليها باسم Lovely's Purchase
في عام 1833 اشتبك الاوساج مع كيوا بالقرب من جبال ويتشيتا في جنوب وسط (أوكلاهوما الآن) في حادث يعرف باسم مذبحة كوثروت غاب. قطعت الاوساج رؤوس ضحاياهم ورتبتها في صفوف من دلاء الطبخ النحاسي الا ان الاوساج لم يتوفى منهم أحد في هه المعركة. وفي وقت لاحق، اقتحم مقاتلو كيوا المتحالفون مع كومانش الأوساج في عام 1836، فحظر الاوساج كيكابو من دخول ميزوري، ودفعوهم مرة أخرى إلى التنازل عن اراضي في إلينوي.
U.S. interaction with Osage
بعد أن حصلت الولايات المتحدة على إقليم لويزيانا في عام 1803، أصبحت الحكومة مهتمة بالعلاقات مع مختلف القبائل الهندية في الإقليم. كما كلف الرئيس توماس جيفرسون بعثة لويس وكلارك بمسح الأراضي وتقديم تقرير عن شعوبها ونباتاتها وحيواناتها، في الوقت نفسه الذي سعى فيه إلى طريق عبر نهر ميسوري إلى المحيط الهادئ. واجهت أوساج في أراضيها على طول نهر أوساج.
انتقل الجزء الأكبر من القبيلة إلى منطقة ثلاثة الشوكات من ستصبح أوكلاهوما بعد وقت قصير من لقاء مع لويس وكلارك إكسبيديشن، والرغبة في الحفاظ على مسافة بين الأمريكيين الأوروبيين. وتم ابعادها لفترة من التفاعل مع المستوطنين والممثلين الأمريكيين. هذا الجزء من القبيلة لم يشارك في المفاوضات بشأن معاهدة 1808، ولكن تم الحصول على الموافقة عليها في 1809
عند اكتمال الحملة في عام 1806، عين جيفرسون (ميريويذر لويس) كعميل هندي في إقليم ميسوري والمنطقة. وكانت هناك مواجهات مستمرة بين أوساج والقبائل الأخرى في هذا المجال. توقع لويس أن الولايات المتحدة سوف تضطر إلى الذهاب إلى الحرب مع أوساج، بسبب غاراتها على شرق المواطنين الأصليين والمستوطنات الأوروبية الأمريكية. ومع ذلك، فإن الولايات المتحدة تفتقر إلى القوة العسكرية الكافية لإجبار عصابات الأوساج على وقف غاراتها. وقررت أن تزود القبائل الأخرى بالأسلحة والذخائر، شريطة أن تهاجم الأوساج إلى النقطة التي «تقطعها تماما أو تقودها من بلدها»
على سبيل المثال، في سبتمبر 1807، أقنع لويس بوتاواتومي وساك وفوكس لمهاجمة قرية أوساج؛ وقتل ثلاثة المحاربين الاوساج فوجه الاوساج اللوم إلى الاميركيين على الهجوم حتى تدخل أحد تجار تشوتيو، وأقنع أوساج لإجراء مطاردة الجاموس بدلا من السعي للانتقام من خلال مهاجمة الأمريكيين
لكن الهدف الرئيسي الذي اتبعته الولايات المتحدة هو دفع الاوساج خارج المناطق التي يسكنها الأمريكيون الأوروبيون الذين بدأوا في دخول إقليم لويزيانا بعد أن حصلت عليه الولايات المتحدة. حفزت تجارة الفراء المربحة نمو سانت لويس وجذبت المستوطنين اليها. وقعت الولايات المتحدة وألاوساج أول معاهدة لها في 10 نوفمبر 1808، والتي من خلالها الاوساج تنازلوا عن جزء كبير من الأرض في ميسوري الحالية. وبموجب المعاهدة تنازلوا عن 000 480 52 فدان (000 212 212 كيلومتر مربع) إلى الحكومة الاتحادية وأنشأت هذه المعاهدة خط فاصل بين الاوساج والمستوطنين الأوروبيين الأمريكيين الجدد في إقليم ميسوري. كما نصت على ضرورة أن يوافق الرئيس الأمريكي على جميع مبيعات الأراضي والتنازلات المستقبلية من قبل الاوساج
معاهدة فت (ft). ويقول الاوساج أن الولايات المتحدة «ستحمي» قبيلة الاوساج «من إهانات وإصابات قبائل أخرى من الهنود تقع بالقرب من مستوطنات من البيض...». وكما كان شائعا في علاقات الأمريكيين الأصليين مع الحكومة الاتحادية، وجد الاوساج أن الولايات المتحدة لم تنفذ هذا الالتزام.
```
كما احتلت الاوساج أرضا في كنساس في (الوقت الحاضر) وفي الإقليم الهندي. في الثلاثينيات من القرن التاسع عشر وعدت الحكومة الأمريكية ببعض من هذه الأرض لشيروكي وأربعة قبائل أخرى في جنوب شرق البلاد تحت السيطرة الهندية. وعندما وصل الشيروكي إلى الأرض وجدوها قد احتلت بالفعل، نشأت العديد من الصراعات مع الاوساج على الأراضي والموارد.
```

بين أول معاهدة مع الولايات المتحدة و 1825، تنازلت الأوساط عن أراضيها التقليدية عبر ولاية ميسوري وأركنساس وأوكلاهوما في معاهدتي 1818 و 1825. وفي مقابل ذلك كانت تتلقى تحفظات الأراضي والإمدادات لمساعدتهم على التكيف مع الزراعة وأكثر.
تم نقلهم لأول مرة إلى جنوب شرق كنساس تحفظ يسمى أوساج ديمينيشد الاحتياطي. بعد ذلك تطورت مدينة الاستقلال هنا. وكان أول منطقة للاوساج على مسافة 50 ميلا -150 كم). أرسلت جمعية التبشير الخارجية المتحدة رجال الدين للاوساج بدعم من المشيخية الهولندية لاصلاح الكنائس المرتبطة بها. وأنشأوا بعثات الاتحاد فيها والوئام والامل.
```
وغالبا ما أدت الاختلافات الثقافية إلى نزاعات، حيث حاول البروتستانت فرض ثقافتهم كما أرسلت الكنيسة الكاثوليكية المبشرين. وقد جذبت الأوساج إلى شعورهم شيئا الغموض والطقوس ولكن شعرت الاوساج ان الكاثوليك لا تبني تماما الشعور من التجسد الروحي في الطبيعة.
خلال هذه الفترة في كانساس، عانت القبيلة من انتشار مرض الجدري في 1837-1838ما تسبب في خسائر مدمرة بين الأمريكيين الأصليين من كندا إلى نيو مكسيكو. جميع رجال الدين باستثناء الكاثوليك تخلوا عن أوساج خلال الأزمة. وقد تلقى معظم الناجين من الوباء تطعيمات ضد المرض. يعتقد الاوساج أن ولاء الكهنة الكاثوليك، الذين بقوا معهم وتوفوا أيضا في هذا الوباء، خلقت تعهدا خاصا بين القبيلة والكنيسة الكاثوليكية، لكنها لم يشكلوا تجمعا كبيرا ا كان محصورا في اعداد صغيرة.
```

تكريم هذه العلاقة الخاصة، وكذلك الأخوات الكاثوليك الذين علموا أبنائهم على التحفظات، في عام 2014 ذهب العديد من شيوخ الاوساج إلى سانت لويس للاحتفال بالذكرى ال 250سنة مرورا على الاكتشاف الأوروبي. شاركوا في الكتلة التي أجريت جزئيا في أوساج في سانت فرانسيس كزافييه (كلية) الكنيسة الكاثوليكية في جامعة سانت لويس في 2 أبريل 2014، كجزء من الأنشطة المخطط لها. كان أحد المشاهير هم تود نانسي، أول اوساجي كاثوليكي. شيج في عام 1843 طلب أوساج من الحكومة الفدرالية أن ترسل «الجلباب السوداء»، المبشرين اليسوعيين لتعليم أطفالهم. اعتبر الاوساج اليسوعيين أكثر قدرة على العمل مع ثقافتهم من المبشرين البروتستانت. كما أسس اليسوعيون مدرسة للبنات تديرها أخوات لوريتو من كنتاكي. وخلال فترة 35 عاما، كان معظم المبشرين مجندين جدد من أيرلندا وإيطاليا وهولندا وبلجيكا. وقد درسوا، وأنشأوا أكثر من 100 محطة للبعثات، وأقاموا الكنائس، وأنشأوا أطول نظام مدرسي في كنساس.
وظل المستوطنون البيض مشكلة متكررة بالنسبة لأوساج، لكنهم تعافوا من خسائر السكانواستعادوا مجموعه منهم 5000 عضو بحلول عام 1850. وأدى قانون كانساس - نبراسكا إلى وصول العديد من المستوطنين إلى كانساس؛ كان كلهم من الذين ألغوا عقوبة الإعدام والجماعات المؤيدة للرق يمثلون من يحاولون إقامة الإقامة من أجل التصويت على ما إذا كان الإقليم سيحمل الرق. أصبحت أراضي أوساج مع المستوطنين الأوروبيين الأمريكان في عام 1855، عانى أوساج من وباء جدري آخر، لأن جيلا نشأ دون تلقيح.
كما أدت معاهدات وقوانين الولايات المتحدة اللاحقة خلال ستينيات القرن التاسع عشر إلى خفض أراضي الاوساج في كانساس. فخلال سنوات الحرب الأهلية انخفضت اراضيهم من الجانبين حيث كانت تقع ارضهم بين حصن الاتحاد في الشمال، والقوات الكونفدرالية والحلفاء في الجنوب. في حين حاول الاوساج البقاء محايدين، داهمت كلا الجانبين أراضيهم واخذت الخيول وهجمت على مخازن المواد الغذائية لقد كافح الاوساج ببساطة من أجل البقاء من خلال المجاعة والحرب. خلال الحرب جاء العديد من لاجئي كادوان وكريك من الإقليم الهندي إلى يلد الاوساج في كانساس مما زاد من توتر مواردهم.
وعلى الرغم من أن الاوساج فضل الاتحاد بنسبة خمسة إلى واحد، إلا أنهم عقدوا معاهدة مع الكونفدرالية لمحاولة شراء بعض السلام. ونتيجة لذلك، اضطروا بعد الحرب إلى إبرام معاهدة جديدة مع الولايات المتحدة أثناء إعادة الإعمار. وقد أجبروا على التخلي عن المزيد من الأراضي في كنساس للمستوطنين الأوروبيين الأمريكيين. وبموجب معاهدة في عام 1865، تخلت عن 4 ملايين فدان أخرى (16,000 كم 2) إلى الولايات المتحدة وكانت تواجه مسألة الإبعاد النهائي من كانساس إلى الإقليم الهندي
في عام 1867، اختار المقدم جورج ارمسترونغ كيستر الكشافة أوساج في حملته ضد رئيس غلاية الأسود وفرقته من شايان والهنود أراباهو في غرب أوكلاهوما. كان يعرف أوساج بسبب خبرتهم الكشفية، معرفة التضاريس ممتازة، وبراعة العسكرية. استولى كيستر وجنوده على الغابة السوداء وفرقته السلمية على نحو مفاجئ في الصباح الباكر بالقرب من نهر واشيتا في 27 نوفمبر 1868. وقتلوا رئيس غلاية الأسود، وأدى الكمين إلى مقتل إضافي من الجانبين. أصبح هذا الحادث يعرف باسم معركة نهر واشيتا، أو، على نحو أفضل، ومذبحة واشيتا، جزء شنيع من الحروب الهندية في الولايات المتحدة.
انتقال إلى الإقليم الهندي
بعد الحرب الأهلية الأمريكية وانتصار الاتحاد، تم اعتماد معاهدة طبل الخور من قبل الكونغرس 15 يوليو 1870 خلال فترة إعادة الإعمار صدق عليها الاوساج في اجتماع في مقاطعة مونتغومري، كانساس، في 10 سبتمبر 1870. ونص على أن باقي أراضي الاوساج في كانساس تباع وتباع العائدات لنقل القبيلة إلى الإقليم الهندي في منفذ شيروكي. وبتأخير الاتفاق مع الانتقال استفاد نظام أوساج من التغيير في الإدارة. لقد باعوا أراضيهم لإدارة «السلام» للرئيس يوليسيس س. جرانت، الذين تلقوا المزيد من المال: 1.25 دولار فدان بدلا من 19 سنتا عرضت عليهم من قبل الولايات المتحدة سابقا.
كان الاوساج واحدة من الدول الهندية الأميركية القليلة لشراء تحفظ الخاصة بهم. ونتيجة لذلك، احتفظوا بحقوق أكثر في الأرض والسيادة التحفظ، من 1,470,000 فدان (5,900 كيلومتر مربع)، [34] هو متشابك مع مقاطعة أوساج الحالية، أوكلاهوما في الجزء الشمالي الأوسط من الولاية بين تولسا ومدينة بونكا.
أربعة رجال أوساج مع رئيس الولايات المتحدة كالفن كوليدج بعد التوقيع على قانون المواطنة الهندي لعام 1924، الذي منح الهنود في جميع أنحاء البلاد المواطنة الكاملة لأول مرة.
ومع بداية القرن العشرين، واصلت الحكومة الاتحادية والتقدميين الضغط من أجل استيعاب الأمريكيين الأصليين، معتقدين أن هذه هي أفضل سياسة بالنسبة لهم. أصدر الكونغرس قانون كورتيس وقانون داويس، والتشريعات التي تتطلب تفكيك التحفظات الأخرى. وقد خصصوا أراضي جماعية على مساحة 160 فدانا لأفراد الأسر، معلنا أن الباقي «فائض» وبيعه لغير المواطنين.
أوكلاهوما وخريطة الإقليم الهندي، حوالي 1890s، التي تم إنشاؤها باستخدام بيانات مكتب التعداد.
أنشأت أوساج ثلاث مدن: باوسكا، هوميني وفيرفاكس. وكان يهيمن على كل واحد من العصابات الرئيسية في وقت الانتقال. وواصلت أوساج علاقتها مع الكنيسة الكاثوليكية، التي أنشأت المدارس التي تديرها الراهبات، وكذلك بعثات الكنائس .
لقد انقضت سنوات عديدة قبل أن يعافى الاوساج من المصاعب التي عانت منها خلال السنوات الأخيرة في كانساس وأعوامها الأولى على التحفظ في الإقليم الهندي. منذ ما يقرب من خمس سنوات خلال الكساد في 1870s، لم يحصل الاوساج على القسط السنوي الكامل نقدا. مثلهم مثل الأمريكيين الأصليين الآخرين، عانوا من فشل الحكومة في تقديم حصص وبضائع كاملة أو مرضية كجزء من المعاشات السنوية خلال هذه الفترة. حقق الوسطاء أرباحا عن طريق تقليل الإمدادات للهنود أو إعطائهم طعاما رديئا النوعية. بعض الناس جوعا. وقال إنه يتعين إجراء العديد من التعديلات على أسلوب حياتهم الجديد
خلال هذا الوقت، أظهرت تقارير المكتب الهندي انخفاض ما يقرب من 50 في المئة في سكان أوساج. وقد نتج هذا عن فشل الحكومة الأمريكية في توفير الإمدادات الطبية الكافية والأغذية والملابس. وقد عانى الشعب كثيرا خلال الشتاء. في حين أن الحكومة فشلت في تزويدهم، غالبا ما يهرب الخارجين عن القانون الويسكي إلى أوساج وباون.
في عام 1879، ذهب وفد أوساج إلى واشنطن العاصمة واتفق على أن تدفع كل ما دفعته من مبالغ سنوية نقدا؛ إلا أنهم يأملون في أن يتجنبوا استمرار القصور في الإمدادات، أو عن طريق تزويدهم بإمدادات ذات نوعية رديئة - طعام مدلل وسلع غير ملائمة. وكانت هذه أول دولة أمريكية أمريكية تحصل على دفعة نقدية كاملة من المعاشات التقاعدية. بدأوا تدريجيا في بناء قبائلهم مرة أخرى، ولكنهم تعرضوا للتعدي من قبل الخارجين عن القانون البيض، والمتشردين، واللصوص.
في القرن العشرين حتى الآن
كما أن أوساج تملك أرضهم، كانوا في وضع أقوى من القبائل الأخرى. وكان أوساج لا ينضب في رفض التخلي عن أراضيهم، واحتفظت بمركز الدولة في أوكلاهوما قبل التوقيع على قانون التعيين. وقد أجبروا على قبول التخصيص، ولكنهم احتفظوا بأراضيهم «الفائضة» بعد تخصيصها للأسر المعيشية، وقسموها إلى فرادى الأعضاء. وحصل كل من أعضاء أوساج المسجلين والبالغ عددهم 228 2 شخصا في عام 1906 (وواحد من غير الأوساج) على 657 فدانا، أي ما يقرب من أربعة أضعاف مساحة الأرض (عادة 160 فدانا) التي خصصت معظم الأسر الأمريكية الأصلية في أماكن أخرى عندما وزعت الأراضي المشتركة. وبالإضافة إلى ذلك، احتفظت القبيلة بالحقوق المعدنية المشتركة لما كان تحت السطح. ومع تطور الموارد، حصل أفراد القبيلة على الإتاوات وفقا لرؤوسهم، ودفعت وفقا لكمية الأرض التي يحتجزونها.
في عام 1906، أقر الكونغرس الأمريكي قانون تعيين أوساج كجزء من جهوده لإخماد الحقوق والهيكل القبلي الأمريكيين الأصليين، وإعداد الأراضي لإقامة الدولة في أوكلاهوما. وبالإضافة إلى تفكيك الأراضي المشتركة، حل القانون محل الحكومة القبلية بمجلس أوساج الوطني، الذي ينتخب أعضاء له في تسيير شؤون القبيلة السياسية والأعمال والشؤون الاجتماعية.
وعلى الرغم من تشجيع الأوساج على أن يصبحوا مزارعين مستقرين، فإن أراضيهم هي الأشد فقرا في الإقليم الهندي لأغراض زراعية. وقد نجوا من زراعة الكفاف، التي عززت في وقت لاحق من خلال جمع الأسهم. واكتشفوا أنهم محظوظون بأنهم يمتلكون أراضا مغطاة بعشب بلستم الغني، الذي أثبت أنه أفضل رعي في البلد بأسره. وقاموا بتأجير الأراضي لمربي الماشية للرعي والحصول على دخل من الرسوم الناتجة.
اكتشاف النفط
وقد تعلم أوساج عن التفاوض مع الحكومة الأمريكية. ومن خلال جهود الرئيس جيمس بيغيرت، توصلوا في عام 1907 إلى اتفاق مكنهم من الاحتفاظ بحقوق المعادن المجتمعية في أراضي التحفظ. ووجدت فيما بعد كميات كبيرة من النفط الخام، واستفاد أفراد القبائل من عائدات الملكية من تطوير النفط وإنتاجه. وقامت الحكومة بتأجير الأراضي نيابة عنهم من أجل تطوير النفط؛ أرسلت الشركات / الحكومة أعضاء أوساج الإتاوات أنه بحلول 1920s، قد زادت بشكل كبير ثرواتهم. في عام 1923 وحده، حصل أوساج 30 مليون $ في الإتاوات. ووصفها مفوض مكتب الشؤون الهندية بأنها «أغنى الناس في البلاد».
[عمل الاوساج على إنشاء متحف لهم وهذا ما يدل على انه المتخف من أهم مؤسسات الدولة .(متحف الأوساج الوطني)
يقع في باوسكا، أوكلاهوما، يوفر تفسيرات وعرض من تاريخ الاوساج والفن، والثقافة. المعارض المتغيرة باستمرار تنقل قصة شعب أوساج على مر التاريخ.
تأسست في عام 1938، أونم هو أقدم متحف للقبيلة في الولايات المتحدة.
اقتصاد الاوساج
تصدر أوساج علاماتها الخاصة بالمركبات القبلية وتقوم بتشغيل سلطة الإسكان الخاصة بها. وتمتلك القبيلة محطة للشاحنات ومحطة وقود وعشرة محلات للدخان. في القرن الحادي والعشرين، افتتح أول كازينو ألعاب له، ويقدر الأثر الاقتصادي السنوي للقبيلة في عام 2010 بمبلغ 222 مليون دولار. شركة إدارة الكازينو عملت على تشجيع الموظفين في التعلي والدفع لطلاب الشهادات المتعلقة بأعمالهم هم ، فضلا عن الطبقات التي تؤدي إلى درجة البكالوريوس ودرجة الماجستير.
كتب أوساج دستورا في عام 1881
الحكومة الحالية للاوساج
ينص قانون تخصيص الاوساج لعام 1906، على انتخاب رئيس رئيسي ومساعد رئيس للمديرين ومجلس قبلي مكون من ثمانية أعضاء، وهو الهيئة الإدارية المعترف بها لقبيلة الاوساج وحقوق المعادن حفظت لقبيلة أوساج. ولا يجوز إلا للمقيمين وذريتهم من أصحاب الحقوق الذين يعتبرون من المساهمين، أن يصوتوا أو يتولوا مناصبهم في القبيلة. على مر الأجيال، أصبحت الأصوات شديدة التجزؤ.
وبموجب دستور جديد صدر في عام 1994، صوت الاوساج على أن المستحقين الأصليين وذريتهم المباشرة، بغض النظر عن الكم الدموي، هم من مواطني الأمة. وبسبب تحديات المحكمة، تم إلغاء هذا الدستور. وفي وقت التعيين، كان أوساج قد طعن في بعض المحكمين المدرجين من قبل مكتب الشؤون الهندية، ولكن هيئة التحقيق لم تقم أبدا بتنظيف سجلاتهم وفقا للموقف القبلي. وفي وقت لاحق نشأ هذا التحدي مرة أخرى.
وناشد الاوساج الكونغرس تقديم الدعم لوضع قواعد حكومته الخاصة وعضوية له . في عام 2004، وقع الرئيس جورج دبليو بوش القانون العام 108-431، «قانون لإعادة تأكيد الحقوق السيادية المتأصلة لقبيلة الأوساج على تطوير حكومة جديدة. وما يعنيه أن تكون أوساج، وكانت المناقشات الأولية تركز على البيولوجيا والثقافة والموارد الطبيعية والسيادة».
تضم الهيئة الإدارية الحالية لأوساج ثلاثة فروع منفصلة؛ وهو تنفيذي، قضائي وتشريعي. وهذه الفروع الثلاثة موازية لحكومة الولايات المتحدة بطرق عديدة.
القبيلة تدير صحيفة شهرية، أوساج نيوز. [60] وأوساج الأمة لديها موقع رسمي ويستخدم مجموعة متنوعة من وسائل الإعلام والتكنولوجيا
هم القبيلة الوحيدة منذ أوائل القرن العشرين داخل ولاية أوكلاهوما للاحتفاظ بالتحفظ المعترف به فيدراليا.
في عام 2000 رفعت أوساج دعوى قضائية ضد الحكومة الفدرالية بسبب إدارتها لأصول الثقة، زاعمة أنها لم تدفع لأعضاء القبائل الإتاوات المناسبة، ولم تحمي تاريخيا أصول الأراضي والتقدير. تم تسوية الدعوى في عام 2011 بمبلغ 380 مليون دولار، والالتزام بإجراء تغييرات عديدة لتحسين البرنامج.
في أغسطس 2016 اشترت أمة أوساج تيد تيرنر 43,000 فدان (17,000 هكتار) مزرعة بلستم
نمط المعيشة:
كانوا يعتمدون بشكل أساسي على الصيد والزراعة ومع تطور وسائل المعيشة تتطورت هذه القبيلة في حصولها على قوتها في القرن التاسع عشر، وأصبح عملهم في محطات الوقود وكازينوهات المقامرة ومتاجر الدخان عام 2013.
وقدرت العائدات السنوية لقبيلة الاوساج عام 2010م ب (222) مليون دولار أمريكي.
ومع هذا التطور أصبح هناك افراد من هذه القبيلة حاصلين على درجة البكالوريس والماجستير بسبب تطور نمط التعليم.
المعاهدات:
·       معاهدة في عهد التعمير، بعد الحرب الأهلية الأمريكية وأنفصال الاتحاد تم عقد هذه المعاهدة وتم تمريرها في الكونجرس يوم 15 يوليو عام 1870، خلال عهد التعمير، وصدقت أوساج في اجتماع مقاطعة مونتي جمري ولاية كانسس في 10 أيلول عام 1870.
وتنص هذه المعاهدة على أن تبقة الأرض في كانسس وتباع العائدات المستخدمة لنقل قبيلة شيروكي الهندية .
·       معاهدة عام 1879 : ذهب وفد الاوساج إلى واشنطن العاصمة، واكتسبت اتفاق لدفع جميع الاقساط على شكل تدريجي أي سيولة، كانت هذه أول دولة للأصليين في أمريكا، وبدأو في بناء قبيلتهم مرة أخرى ولكن كانت تتعرض لبعض المشاكل من اللصوص، والخارجين عن القانون والمشردين.
الوثيقة الهندية للمواطنة:
عام 1929، ذهب أربعة رجام من الأوساج مع الرئيس الأمريكي كالفن كولدج بعد التوقيع على لوثيقة، وهو الذي منح السكان الاصليين التصرف الكامل بأرضهم.
·                       معاهدة فورت كلارك: (المعروف أيضا باسم المعاهدة مع الاوساج).
وعرفت في ذلك الوقت بـ «فورت كلارك»
في 15 نوفمبر 1808 م (صدق عليها في 1810م) حيث قامت امة الاوساج بالتنازل عن الأراضي الشرقية في ولاية (ميزوري) أركانسس شمالي نهر اركانساس في الولايات المتحدة.
* كانت المعاهدة (معاهدة سانت لويس) التي تنازلت فيها قبيلة الثعالب وقبيلة كاس عن أراضيها في شمال شرق ولاية ميزوري.
* عمل الرئيس الأمريكي جون سي سلفان على تعديل قانون الأراضي المتنازل عنها عام 1816م وفي عام 1830 تم إنشاء خط الحدود الهندي الغربي والجنوبي والتي كانت تقريبا جميع القبائل الهندية معارضة له.
‌